# エイベルタズマン
エイベルタズマン (Abel Tasman) はアメリカ合衆国の競走馬、繁殖牝馬である。主な勝ち鞍は2016年のスターレットステークス(G1)、2017年のケンタッキーオークス(G1)、エイコーンステークス、CCAオークス(G1)、2018年のオグデンフィップスステークス(G1)、パーソナルエンスンハンデキャップ(GI)。

## 戦績

### デビュー前
2014年3月12日に誕生。2015年9月のキーンランド1歳馬セールに上場されたが、6万5000ドル（当時のレートで約700万円）で主取となり、生産牧場のクリアスカイファームズ（Clearsky Farms）所有のまま競走馬となった。

### 2歳（2016年）
2016年8月にサイモン・カラハン（Simon Callaghan）厩舎からデビューし、2戦目で初勝利を挙げると、そこから3連勝でハリウッドスターレットステークスを制してG1初勝利を挙げる。同レース後、チャイナホースクラブ（China Horse Club）が所有権の50%を購入した。

### 3歳（2017年）
3歳初戦のサンタイサベルステークスでユニークベラの2着となった後、突如ボブ・バファート厩舎へ転厩が発表された。カラハン調教師は、主戦のジョー・タラモが同レースで着用する予定だったチャイナホースクラブの勝負服ではなく、誤って前走までと同じクリアスカイファームズの勝負服で騎乗してしまったことでチャイナホースクラブ側の怒りを買ったことが転厩の理由だと説明し、「謝罪が受け入れられなくて大変悲しい」とコメントした。
バファート厩舎に転厩後はケンタッキーオークス、エイコーンステークス、CCAオークスと3つの主要な3歳牝馬G1を制覇した。ブリーダーズカップ・ディスタフでは5歳馬フォーエバーアンブライドルドの2着に敗れたが、2017年のエクリプス賞最優秀3歳牝馬には249票中244票の圧倒的支持を集めて選出された。

### 4歳（2018年）
2018年は初戦のラトロワンヌステークスで4着に敗れてデビュー以来初めて連対を外したが、叩き2戦目のオグデンフィップスステークスを7馬身半差で制すと、パーソナルエンスンハンデキャップも勝利してG1勝利数を6まで積み上げた。
しかし、続くゼニヤッタステークスでは6頭立ての5着とまさかの大敗を喫する。それでも中間の調教では良好な動きを見せ、ブリーダーズカップ・ディスタフでは3歳牝馬モノモイガールに次ぐ2番人気に推されたが、1着から22馬身も離された最下位（11着）に沈んだ。レース後、バファート調教師は「彼女は単純に走るのを辞めてしまいました。位置取りも良かったし、マイク（・スミス）も積極的に動こうとしていました。しかし彼女は、もうこれ以上走りたくない、というように見えました」とコメントした。主戦のスミスも「どこがおかしいのかわかりません。説明できて修正できるような何かであればよかったのですが」と残念がった。

### 競走成績
以下の内容は、Equibaseの情報に基づく。
| 出走日     | 競馬場             | 競走名                           | 格 | 距離   | 着順 | 騎手     | 着差      | 1着（2着）馬         |
| ---------- | ------------------ | -------------------------------- | -- | ------ | ---- | -------- | --------- | -------------------- |
| 2016.08.20 | デルマー           | 未勝利                           |    | ダ6f   | 5着  | J.タラモ | 11馬身3/4 | Zapperkat            |
| 0000.09.30 | サンタアニタ       | 未勝利                           |    | ダ8f   | 1着  | J.タラモ | 1馬身1/4  | （Czarina）          |
| 0000.11.18 | デルマー           | アローワンス                     |    | ダ7f   | 1着  | J.タラモ | 1/2馬身   | （Fact of Life）     |
| 0000.12.10 | ロスアラミトス     | スターレットステークス           | G1 | ダ8.5f | 1着  | J.タラモ | 1馬身     | （American Gal）     |
| 2017.03.04 | サンタアニタ       | サンタイサベルステークス         | G3 | ダ8.5f | 2着  | J.タラモ | 2馬身1/4  | Unique Bella         |
| 0000.04.08 | サンタアニタ       | サンタアニタオークス             | G1 | ダ8.5f | 2着  | M.スミス | 11馬身3/4 | Paradise Woods       |
| 0000.05.05 | チャーチルダウンズ | ケンタッキーオークス             | G1 | ダ9f   | 1着  | M.スミス | 1馬身1/4  | （Daddys Lil Darling |
| 0000.06.10 | ベルモントパーク   | エイコーンステークス             | G1 | ダ8f   | 1着  | M.スミス | 1馬身     | （Salty）            |
| 0000.07.23 | サラトガ           | CCAオークス                      | G1 | ダ9f   | 1着  | M.スミス | アタマ    | （Elate）            |
| 0000.09.23 | パークスレーシング | コティリオンステークス           | G1 | ダ8.5f | 2着  | M.スミス | 2馬身     | It Tiz Well          |
| 0000.11.03 | デルマー           | BCディスタフ                     | G1 | ダ9f   | 2着  | M.スミス | 1/2馬身   | Forever Unbridled    |
| 2018.05.04 | チャーチルダウンズ | ラトロワンヌステークス           | G1 | ダ8.5f | 4着  | M.スミス | 3馬身1/4  | Salty                |
| 0000.06.09 | ベルモントパーク   | オグデンフィップスステークス     | G1 | ダ8.5f | 1着  | M.スミス | 7馬身1/2  | （Ivy Bell）         |
| 0000.08.25 | サラトガ           | パーソナルエンスンハンデキャップ | G1 | ダ9f   | 1着  | M.スミス | クビ      | （Elate）            |
| 0000.09.30 | サンタアニタ       | ゼニヤッタステークス             | G1 | ダ8.5f | 5着  | M.スミス | 10馬身1/2 | Vale Dori            |
| 0000.11.03 | チャーチルダウンズ | BCディスタフ                     | G1 | ダ9f   | 11着 | M.スミス | 22馬身    | Monomoy Girl         |

## 繁殖牝馬時代
引退後は一旦生まれ故郷のクリアスカイファームズに戻ったが、2019年1月のキーンランド混合セールに上場され、クールモアグループのM.V.マグナーによってセール史上最高額に並ぶ500万ドル（当時のレートで約5億4400万円）で落札された。

## 血統表
| エイベルタズマンの血統    | エイベルタズマンの血統                             | エイベルタズマンの血統                             | （血統表の出典）                                   | （血統表の出典） |
| 父系                      | ミスタープロスペクター系                           | ミスタープロスペクター系                           | ミスタープロスペクター系                           | [ § 2 ]          |
| 父 Quality Road 2006 鹿毛 | 父の父Elusive Quality 1993 鹿毛                    | Gone West                                          | Mr. Prospector                                     | Mr. Prospector   |
| 父 Quality Road 2006 鹿毛 | 父の父Elusive Quality 1993 鹿毛                    | Gone West                                          | Secrettame                                         |                  |
| 父 Quality Road 2006 鹿毛 | 父の父Elusive Quality 1993 鹿毛                    | Touch of Greatness                                 | Hero's Honor                                       | Hero's Honor     |
| 父 Quality Road 2006 鹿毛 | 父の父Elusive Quality 1993 鹿毛                    | Touch of Greatness                                 | Ivory Wand                                         |                  |
| 父 Quality Road 2006 鹿毛 | 父の母Kobla 1995 鹿毛                              | Strawberry Road                                    | Whiskey Road                                       | Whiskey Road     |
| 父 Quality Road 2006 鹿毛 | 父の母Kobla 1995 鹿毛                              | Strawberry Road                                    | Giftisa                                            |                  |
| 父 Quality Road 2006 鹿毛 | 父の母Kobla 1995 鹿毛                              | Winglet                                            | Alydar                                             | Alydar           |
| 父 Quality Road 2006 鹿毛 | 父の母Kobla 1995 鹿毛                              | Winglet                                            | Highest Trump                                      |                  |
| 母 Vargas Girl 2003 鹿毛  | 母の父Deputy Minister 1979 黒鹿毛                  | Vice Regent                                        | Northern Dancer                                    | Northern Dancer  |
| 母 Vargas Girl 2003 鹿毛  | 母の父Deputy Minister 1979 黒鹿毛                  | Vice Regent                                        | Victoria Regina                                    |                  |
| 母 Vargas Girl 2003 鹿毛  | 母の父Deputy Minister 1979 黒鹿毛                  | Mint Copy                                          | Bunty's Flight                                     | Bunty's Flight   |
| 母 Vargas Girl 2003 鹿毛  | 母の父Deputy Minister 1979 黒鹿毛                  | Mint Copy                                          | Shakney                                            |                  |
| 母 Vargas Girl 2003 鹿毛  | 母の母Wheatly Way 1989 黒鹿毛                      | Wheatly Hall                                       | Norcliffe                                          | Norcliffe        |
| 母 Vargas Girl 2003 鹿毛  | 母の母Wheatly Way 1989 黒鹿毛                      | Wheatly Hall                                       | La Bonzo                                           |                  |
| 母 Vargas Girl 2003 鹿毛  | 母の母Wheatly Way 1989 黒鹿毛                      | Family Way                                         | Cyane                                              | Cyane            |
| 母 Vargas Girl 2003 鹿毛  | 母の母Wheatly Way 1989 黒鹿毛                      | Family Way                                         | Family Line                                        |                  |
| 5代内の近親交配           | Northern Dancer5×4=9.38%、Raise a Native5×5＝6.25% | Northern Dancer5×4=9.38%、Raise a Native5×5＝6.25% | Northern Dancer5×4=9.38%、Raise a Native5×5＝6.25% | [ § 3 ]          |
| 出典                      | 1. 2. 3.                                           | 1. 2. 3.                                           | 1. 2. 3.                                           | 1. 2. 3.         |